# Sigma
För andra betydelser, se Sigma (olika betydelser).
Sigma (grekiska σίγμα sígma) (versal: Σ, gemen: σ, gemen finalform: ς) är den 18:e bokstaven i det grekiska alfabetet. Den motsvarar, och har samma ljudvärde som, S, s i det latinska alfabetet. Varianten ς av gemena sigma används när bokstaven står sist i ett ord.
I det joniska talbeteckningssystemet hade den värdet 200.
Inom naturvetenskapen brukar den versala formen beteckna summa. Den gemena står inom statistiken för standardavvikelse.

## Unicode
|   | decimalt | hexadecimalt | HTML     |
| - | -------- | ------------ | -------- |
| σ | 963      | 3C3          | &sigma;  |
| Σ | 931      | 3A3          | &Sigma;  |
| ς | 962      | 3C2          | &sigmaf; |